# Museum Nairac

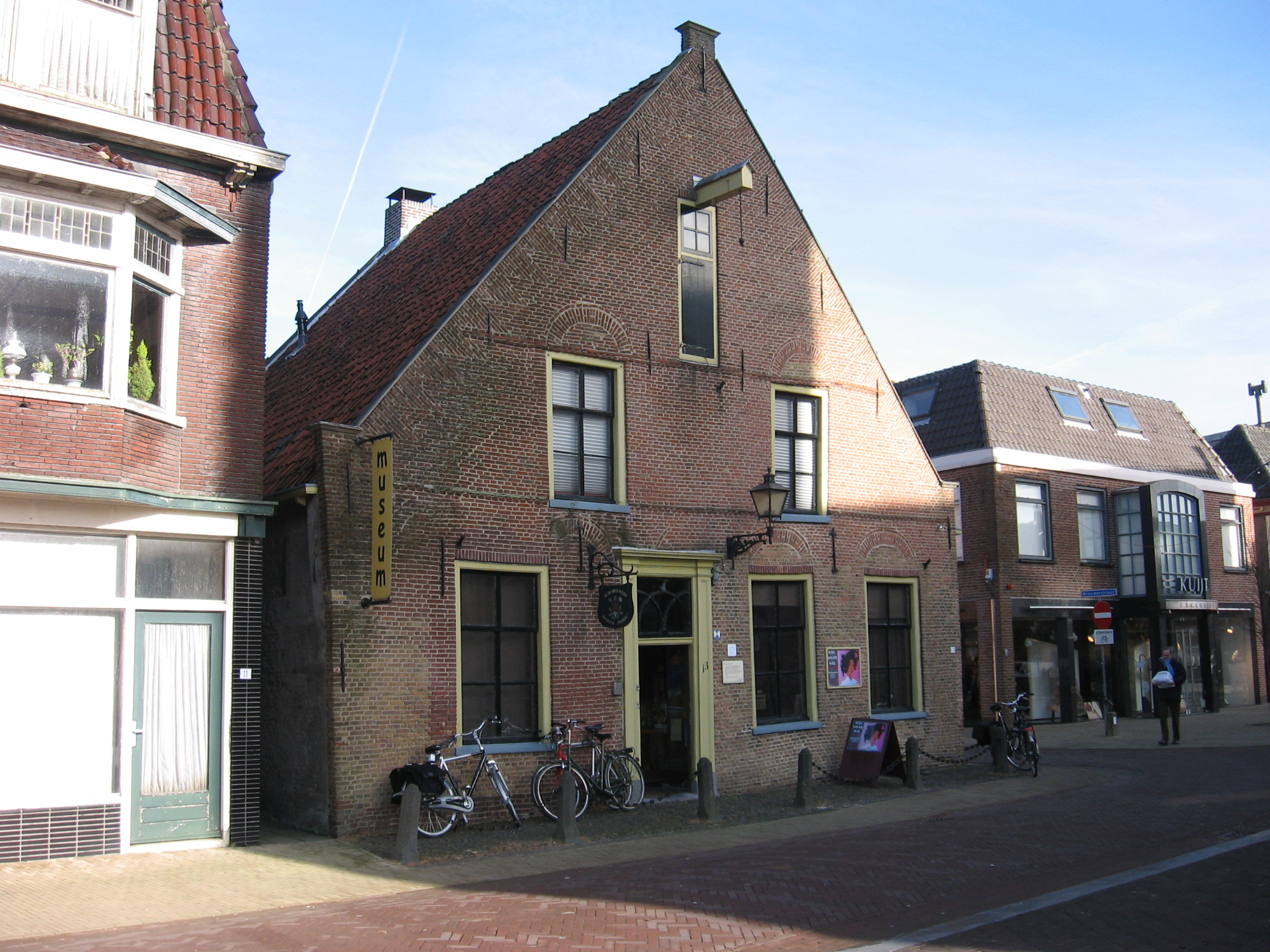
Museum Nairac

Museum Nairac is een museum in het Gelderse dorp Barneveld, dat is opgericht in 1875 door de toenmalige burgemeester, mr. C.A. Nairac.
Er zijn archeologische en andere historische voorwerpen te bekijken, verzameld door Nairac en zijn bode Bouwheer uit hun streek De Veluwe. Zo ontstond een grote verzameling archeologische voorwerpen uit de vroege middeleeuwen. Sinds 1975 is het museum gevestigd in het centrum van het dorp tegenover de kerk in een 17e-eeuws pand genaamd De Brouwerij.
Sinds 1 mei 2013 is het museum na een sluiting van een jaar weer open. De monumentale boerderij/brouwerij is opnieuw ingericht met een vaste presentatie van 11 themakamers. Het museum is uitgebreid met twee expositiezalen die gehuisvest zijn in een moderne aanbouw achter het bestaande gebouw. Naast de vaste collectie zijn er wisselexposities te zien op het gebied van kunst en design.